# Carta de Dupuy de Lome
La carta de Dupuy de Lome fue una carta enviada por el embajador español Enrique Dupuy de Lôme a José Canalejas cuya publicación por la prensa de Estados Unidos provocó un incidente diplomático por el contenido de esta en lo relativo a su visión del presidente William McKinley y a la lectura de las relaciones con Estados Unidos en cuanto a la isla de Cuba.
En 1897, Canalejas, de viaje por Estados Unidos, país al que llegó en octubre, efectuó junto al embajador español Dupuy de Lome una visita al presidente estadounidense William McKinley en Washington D. C.. Posteriormente se trasladaría a La Habana. Allí, le fue sustraída por Gustavo Escoto, un colaborador de la insurgencia cubana, una misiva privada cuyo remitente era Dupuy de Lome, y que había sido enviada a comienzos de diciembre. En ella Dupuy de Lome le ofrecía su opinión sincera sobre McKinley, donde hacía comentarios muy críticos hacia la capacidad de este como presidente, tildándole de débil, de populachero y de politicastro. La carta fue publicada el 9 de febrero en el New York Journal, propiedad del magnate de la prensa amarilla William Randolph Hearst, refiriéndose a esta como «el peor insulto hecho a los Estados Unidos en toda su historia».
La publicaciones sensacionalistas estadounidenses comenzaron a publicar noticias y editoriales contrarios a de Lome y España.
De Lome se vería forzado a dimitir como embajador, siendo sustituido por Luis Polo de Bernabé el 10 de marzo de 1898.
El escándalo político contribuyó a deteriorar las relaciones entre Estados Unidos y España, y poco más tarde, el 15 de febrero de 1898, la explosión del acorazado Maine en el Puerto de La Habana precipitaría la guerra entre Estados Unidos y España iniciada en abril.